# Gyula Justh

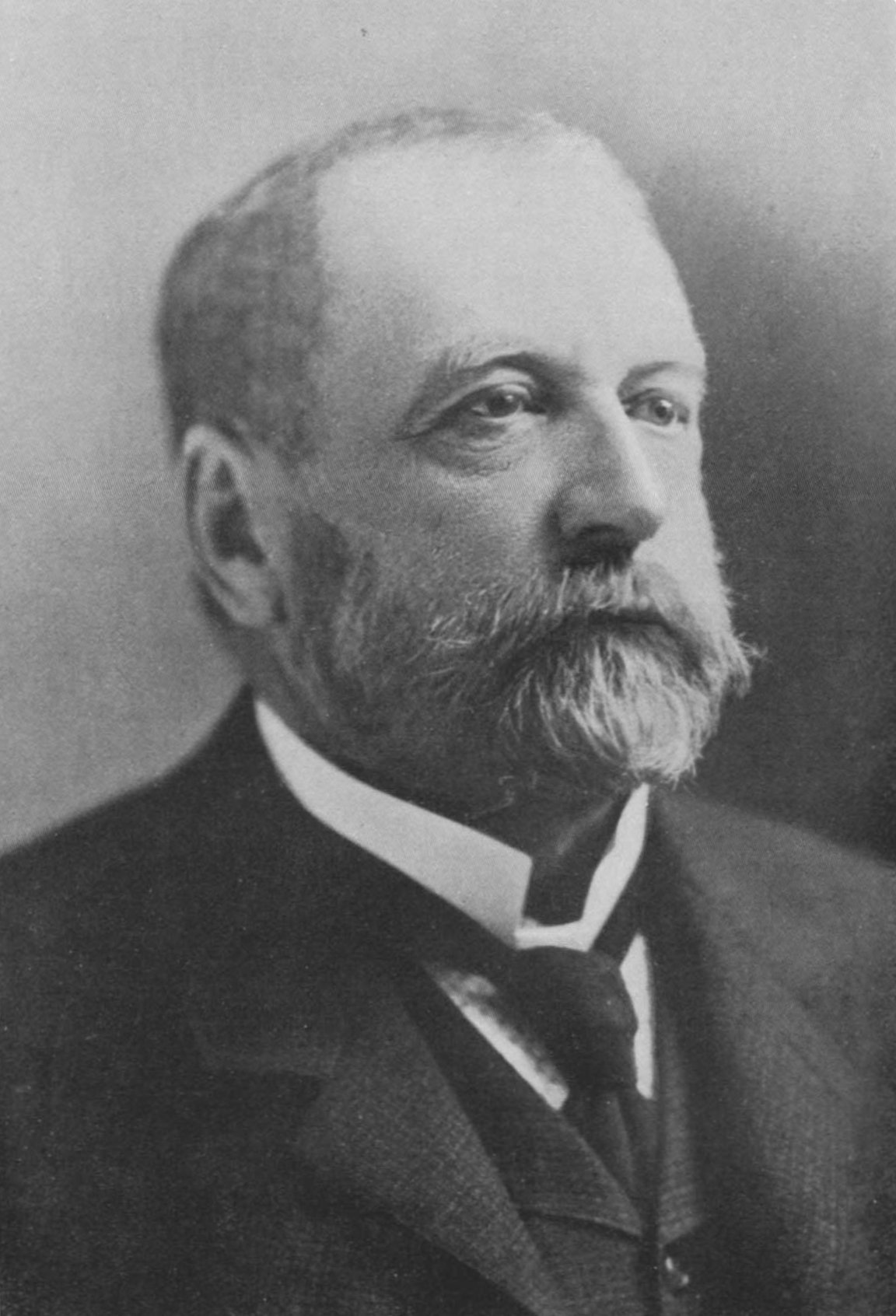
Guyla Justh

Gyula Justh (Necpál, 13 januari 1850 - Boedapest, 9 oktober 1917) was een Hongaars jurist en politicus, die van 1905 tot 1909 de functie van voorzitter van het Huis van Afgevaardigden uitoefende.

## Loopbaan
Justh werd in 1884 voor Makó verkozen in het Huis van Afgevaardigden, waarvan hij lid zou blijven tot aan zijn dood. Hij was een voorstander van burgerlijke en democratische hervormingen. Vanaf 1891 was hij vicevoorzitter van de Onafhankelijkheidspartij en vanaf 1893 voorzitter. In 1905 werd hij voorzitter van het Huis van Afgevaardigden, toen zijn partij de parlementsverkiezingen dat jaar had gewonnen. Samen met de Sociaaldemocratische Partij van Hongarije en de Radicale Burgerpartij van Oszkár Jászi pleitte hij voor algemeen stemrecht in Hongarije. Hij trad af in 1909 na een conflict met Ferenc Kossuth omtrent de oprichting van een onafhankelijke (Hongaarse) nationale bank. In 1912 voerde hij de obstructie aan tegen István Tisza. Het jaar erop was hij samen met Ferenc Kossuth medevoorzitter van de verenigde oppositie tegen het beleid van de premier. De echte macht berustte echter bij Mihály Károlyi.